# Denny Morrison
Denny Morrison (n. 8 septembrie 1985, Chetwynd⁠(d), British Columbia, Canada) este un patinator de viteză ce a reprezentat Canada, medaliat olimpic. A participat la 3 ediții ale Jocurilor Olimpice (2006, 2010, 2014) în care a câștigat o medalie de aur, două medalii de argint și o medalie de bronz.